# 리룡남
리룡남(李龍男, 1960년 8월 8일~)은 조선민주주의인민공화국의 정치인이다. 내각 부총리 겸 조선로동당 중앙위원회 정치국 위원이며, 최고인민회의 제12기 대의원, 조선-시리아 친선협회 위원장, 조선축구협회 위원장을 지냈다.

## 경력
1994년 싱가폴 주재 조선대사관 경제담당 서기관을 거쳐, 1998년 무역부 보좌관에 임명되었다. 2001년 3월 무역성 부상에 오른 후, 2004년 10월 조선국제무역촉진위원회 제1부위원장에 임명된다. 현재 조선-시리아 친선협회 위원장을 맡고 있으며, 2010년 7월이후 조선축구협회 위원장도 겸하고 있다. 2008년 3월부터 내각 무역상을 맡고 있다. 2010년 9월, 조선로동당 중앙위원회 위원에 선임되었다.

## 최고인민회의 대의원
2009년 4월 최고인민회의 제12기 대의원으로 선출되었다.

## 내각부총리
2016년 6월 조선민주주의인민공화국의 내각부총리로 임명되었다.

## 최고인민회의 외교위원회 위원
2017년 4월 리수용이 위원장으로 있는 최고인민회의 외교위원회 위원으로 임명되었다.

## 기타
2008년 박성철, 2010년 조명록, 2011년 김정일 사망 당시에 국가장의위원회 위원을 맡았다.